# James Grundy (homme politique)
James Nelson Grundy est un homme politique du Parti conservateur britannique qui est député pour Leigh de 2019 à 2024.

## Biographie
James est né à Warrington et grandit sur la ferme familiale à Lowton, où il réside toujours. Il fait ses études à l'école primaire de Lowton St Mary et à l'école secondaire de Lowton. 
Il est élu pour représenter le quartier de Lowton East au Wigan Metropolitan Borough Council aux élections locales de 2008. Il est élu au Parlement lors des élections générales de 2019, occupant le siège de Jo Platt du Labour. Cela a fait de Grundy le premier député conservateur à représenter la circonscription de Leigh depuis sa création.
Pendant la pandémie de COVID-19, James s'est activement impliqué dans le soutien aux populations locales et aux entreprises locales. Il soutient les appels des commerçants locaux à ouvrir des stands de nourriture au marché de Leigh dès que le gouvernement a levé les restrictions.
En tant que député de Leigh, il écrit des chroniques régulières pour le Wigan Observer et Leigh Journal,.